# موسیقی فری‌استایل
فری‌استایل یا لاتین فری‌استایل (به انگلیسی: Freestyle or Latin freestyle) گونه‌ای از دنس پاپ یا موسیقی رقص الکترونیک است که در میانهٔ دههٔ ۱۹۸۰ میلادی و در ایالات متحده ظهور کرد. این سبک دوران اوج محبوبیت خود را از اواخر دههٔ ۱۹۸۰ تا اوایل دههٔ ۱۹۹۰ تجربه کرد. موسیقی فری‌استایل تا به امروز نیز همچنان در حال تهیه و ساخته شدن بوده و دارای محبوبیتی نسبی می‌باشد، به‌ویژه در جوامع شهرنشینی که در آن‌ها افراد آمریکایی با اصالت لاتین و ایتالیایی یافت می‌شوند.
از هنرمندان قابل اشاره در سبک فری‌استایل می‌توان به اینفورمیشن سوسایتی اشاره کرد.